# Market Lavington
Market Lavington è un villaggio e una parrocchia civile della contea del Wiltshire che si trova a circa 5 miglia a sud della città di mercato di Devizes nella parte settentrionale della pianura di Salisbury nel Sud Ovest dell'Inghilterra, Regno Unito. 

## Geografia

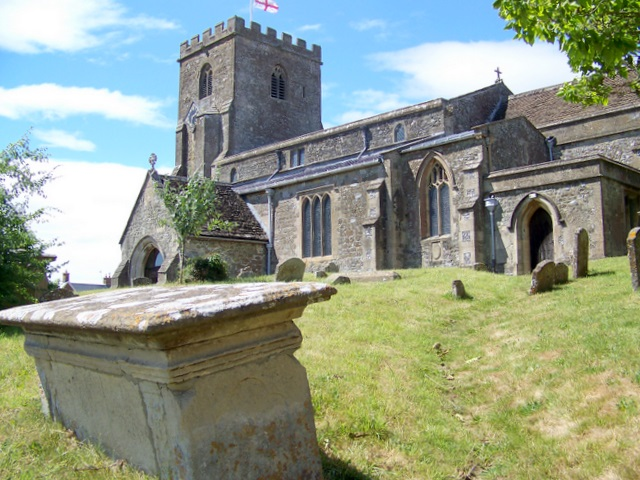
Chiesa di Santa Maria

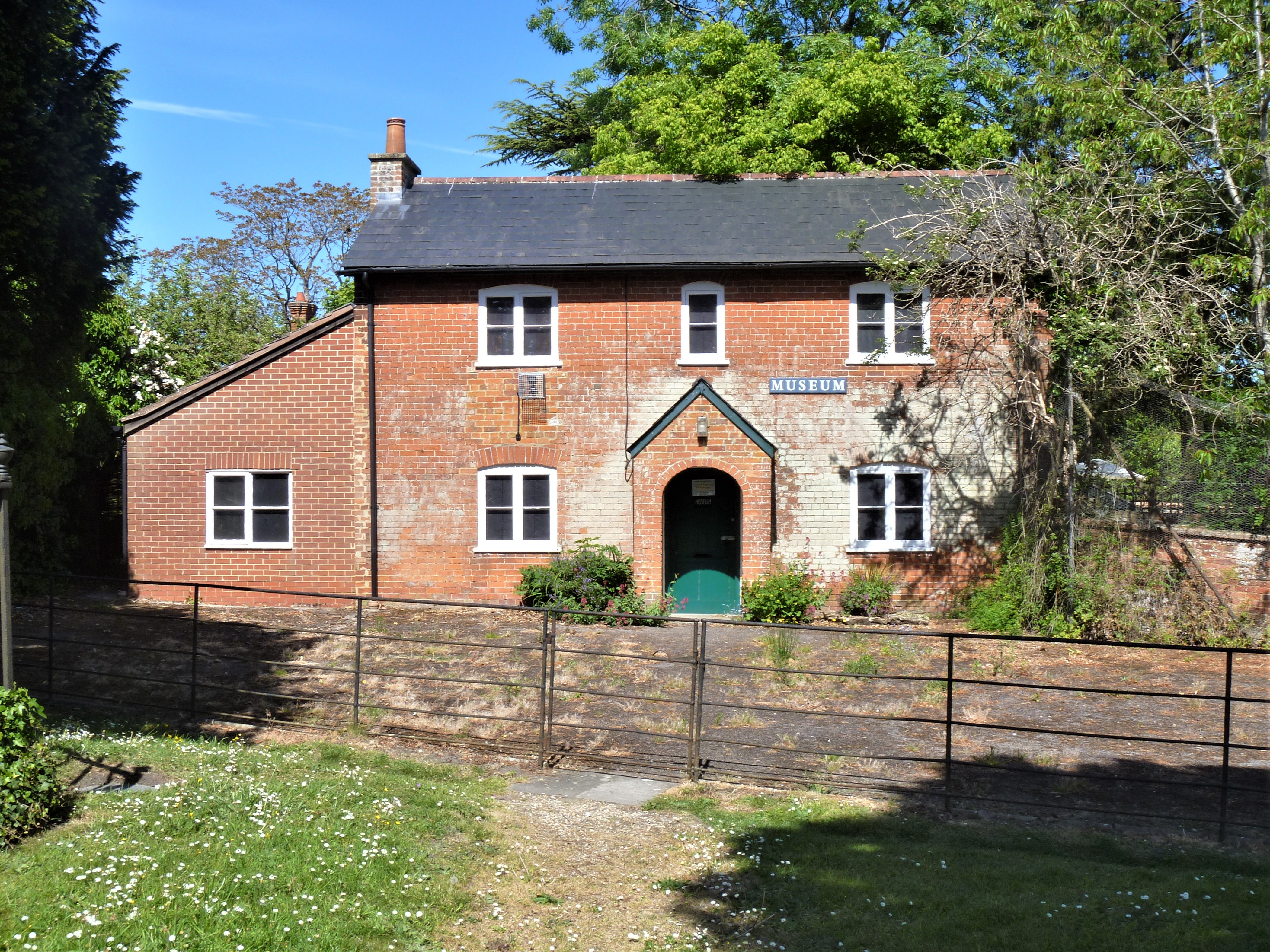
Market Lavington Museum

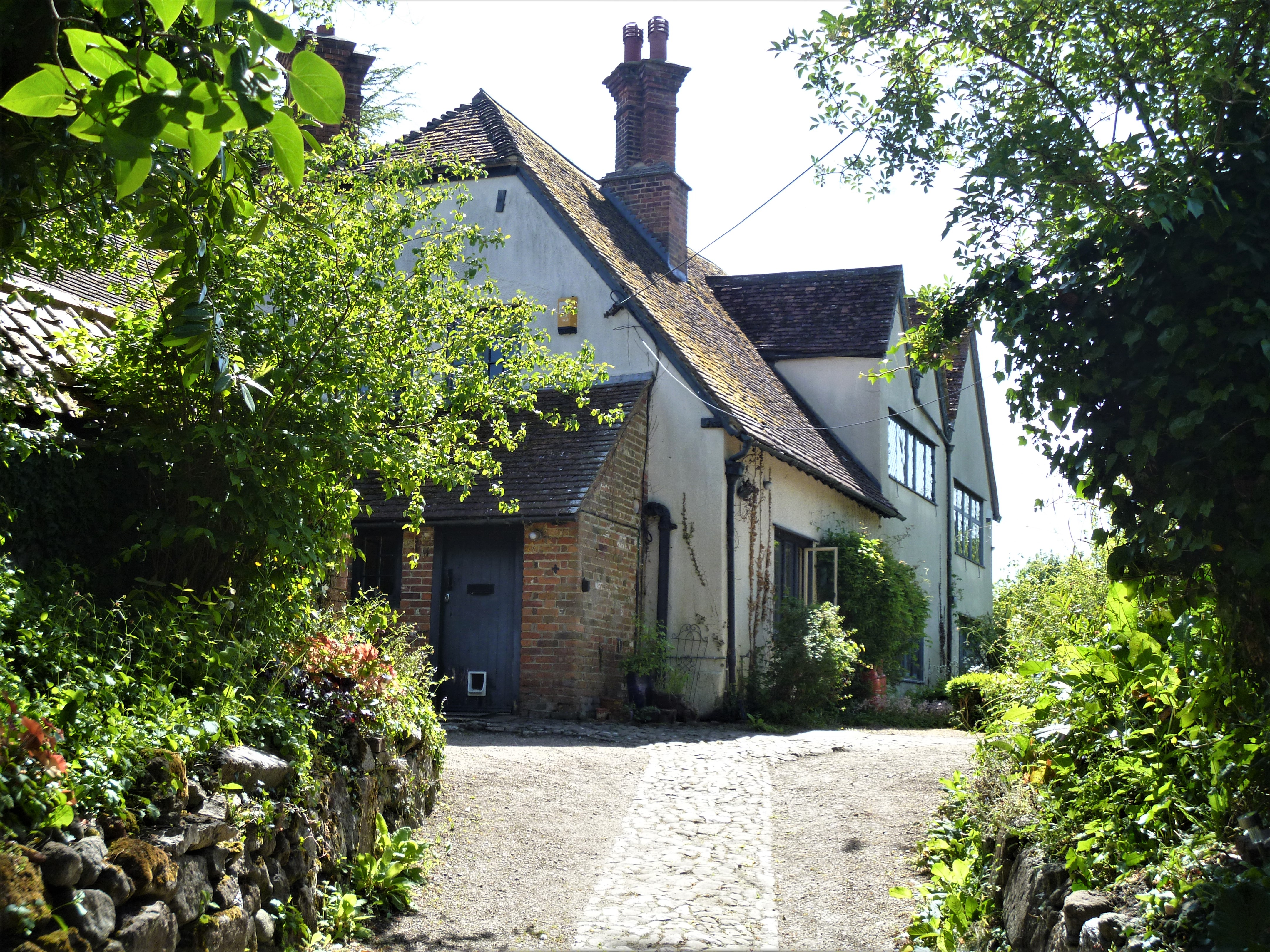
The Old House

Il territorio della parrocchia civile si trova ai piedi della scarpata nord-occidentale della valle di Salisbury a circa 5 miglia a sud di Devizes. L'antica parrocchia copriva 4.721 acri e consisteva di tre parti praticamente separate. Le tre erano East Lavington, Easterton e Gore. A parte un piccolo affioramento di Portland Beds, la parte settentrionale della parrocchia giace sul Gault Clay a circa 250 piedi. L'argilla molto comune fu sfruttata per mattoni per uso locale almeno dalla metà del XVII secolo fino all'inizio del XX secolo. Dal Gault la terra sale fino a una cresta di sabbia verde che raggiunge circa 300 piedi in cima a Ledge Hill. Tra il confine settentrionale e Ledge Hill si trovano i prati comuni, recintati nel XVII secolo. La regione della cresta è nota come the Sands. Era per lo più terra comune, a volte chiamata brughiera, finché, con l'eccezione di un piccolo pezzo in cima alla collina, non fu recintata nel XVII secolo. La strada che la costeggia è nota localmente come Common Road. Il terreno fertile e leggero della zona ha fornito siti per diversi piccoli frutteti commerciali e orti. Dall'altura Spin Hill scende verso sud fino alla valle leggermente boscosa con un ruscello. Sul ruscello, un po' a nord-est, si trova Northbrook, forse il sito di un antico insediamento. Dal ruscello il terreno sale ripidamente e poi scende di nuovo verso il villaggio situato sul bordo della sabbia verde. Oltre il villaggio attraversa il Lower Chalk fino a Lavington Hill fino a un'altezza di oltre 600 piedi e poi scende e si livella sul Middle e Upper Chalk fino a circa 500 piedi sulla massima altezza raggiunta dalla piana di Salisbury. La marna e l'argilla con il Lower Chalk hanno dato il nome di the Clays all'area immediatamente a sud del villaggio. Su Lavington Hill c'erano i comuni campi arabili. Circa metà della parrocchia si trova sull'altopiano con affioramenti di gesso.
Dalla sabbia verde vicino al villaggio spuntano numerose sorgenti che sfociano in un ruscello che nasce a Easterton e scorre verso ovest oltre Northbrook e Lady Wood Meads fino a Russell Mill. In quel punto si unisce a un altro ruscello che nasce a West Lavington e questi du piccoli corsi d'acqua assieme formano il confine occidentale della parrocchia. Una sorgente sul bordo meridionale del villaggio, nota come Broadwell, è stata fino al 1936 una delle principali fonti di acqua per gli abitanti. Nel 1867 fu installato un ariete idraulico che deviò l'acqua verso Manor House e alcune delle fattorie appartenenti alla tenuta. Verso ovest la sorgente fu arginata per fornire un lavaggio per le pecore e di nuovo verso ovest nel XX secolo per formare il lago nei terreni di Clyffe Hall. Un ruscello nella parte settentrionale della parrocchia, in passato il confine tra Market Lavington e Fiddington, è attraversato a Dewey's Water dal Black Dog Bridge. Un altro, che fa parte del confine settentrionale della parrocchia moderna, è attraversato dal ponte Heron.

## Storia
Dalla metà del XIII secolo la parrocchia, che originariamente era chiamata semplicemente Lavington, ha avuto un suffisso nel nome per distinguerla da West o Bishop's Lavington. Il primo suffisso, per quanto noto, è stato quello che alla fine ha portato al nome Steeple Lavington. Si pensa che quella forma e la forma successiva di stepel derivino dall'inglese antico stiepel e quindi si riferiscano a un campanile di chiesa. La forma successiva di stapul, tuttavia, si riferisce chiaramente al mercato per il quale Richard Rochelle ottenne una carta nel 1254, e dal mercato derivano i nomi successivi di Chepyng Lavington, Lavington Forum e, naturalmente, Market Lavington. Dal XX secolo la parrocchia è solitamente chiamata Market Lavington, sebbene la forma Steeple Lavington abbia probabilmente avuto un uso più duraturo in passato.

## Villaggi e insediamenti
Il villaggio principale di Market Lavington si trova ai piedi della scarpata nord-occidentale della piana di Salisbury. L'antica parrocchia consisteva di tre parti separate:East Lavington, con la chiesa, Easterton e Gore. East Lavington era lunga e stretta, si estendeva per circa 5 miglia da nord a sud e per lo più per meno di un miglio da est a ovest. Easterton aveva più o meno la stessa forma e dimensione e, tranne nell'estremo sud, era separata da East Lavington da Fiddington, una parte staccata di West Lavington. Gore era un pezzo di terra approssimativamente triangolare con un'estensione verso ovest, che si trovava a circa un miglio a ovest di East Lavington ed era separata da esso da terra a West Lavington. Il primo cambiamento storico importante nella composizione dell'antica parrocchia avvenne nel 1874 quando Easterton fu scorporata per formare una nuova parrocchia ecclesiastica che poi divenne una parrocchia civile separata. Nel 1884 Gore fu trasferita a West Lavington e contemporaneamente Fiddington fu aggiunta a East Lavington. La moderna parrocchia civile, quindi, è composta da East Lavington e Fiddington. L'aggiunta di Fiddington portò un a ampliamento territoriale lungo quasi l'intera lunghezza del confine orientale di East Lavington e un'area a nord, tra cui Dewey's Water, Black Dog e Heron Bridge. La strada che la costeggia è nota localmente come Common Road.
Circa metà della parrocchia si trova su territorio gessoso. Tra il 1897 e il 1911, oltre 2.000 acri furono acquisiti dal Dipartimento della Guerra come poligoni di tiro e da allora tutte le fattorie della pianura sono state distrutte. La parrocchia è stata attraversata da due o tre importanti percorsi. Il sentiero noto come Ridge Way, che corre lungo la scarpata della Plain, passa vicino al villaggio. Quella da Pewsey a Westbury, sotto la Plain, rimane una rotta est-ovest piuttosto trafficata e fornisce un collegamento per Market Lavington con le città del Wilts occidentale. L'altra strada era la strada maestra da Devizes a Salisbury. Arrivava nella parrocchia a Dewey's Water, entrava nel villaggio come Parsonage Lane e lo lasciava come White Street. Da lì saliva Lavington Hill e attraversava la pianura fino a Salisbury, correndo a est di Tilshead e Shrewton. Fu restaurata da un'impresa locale nel 1958. La strada est-ovest e quella parte della strada della piana di Salisbury tra la cima di Lavington Hill e Dewey's Water furono trasformate in autostrada ai sensi di una legge del 1757-8. Nel 1825 Amram Edwards Saunders, di Russell Mill, ottenne la rimozione di tutti i cancelli a pedaggio all'interno della parrocchia. La strada sulla vallata fu chiusa al pubblico dopo gli acquisti del Dipartimento della Guerra del 1889 e la strada attraverso West Lavington, aggirando Market Lavington, divenne quindi la strada principale tra Devizes e Salisbury.
La Ridge Way e un sentiero più basso collegavano Market Lavington con Gore che, come suggerisce il nome, consisteva in un pezzo di terra a forma di cuneo che correva verso sud per circa un miglio da Gore Cross, e una lunga e stretta striscia di terra, che girava e si estendeva per un altro miglio verso ovest. Si estendeva interamente sul Middle and Upper Chalk della piana di Salisbury. Nel 1973 c'era solo una casa, l'ex fattoria, e non rimanevano tracce di alcun insediamento antico. La linea ferroviaria tra Patney e Chirton Junction e Westbury, aperta nel 1900, attraversa la parte settentrionale della parrocchia. L'ex stazione di Lavington sorgeva a West Lavington. Il nucleo del villaggio è costruito in modo compatto lungo Church Street e la sua continuazione occidentale, High Street, con la sua chiesa all'estremità occidentale e il suo piccolo mercato più o meno al centro. È prevalentemente un villaggio di case in mattoni rossi con tetti di tegole, ma non ha acquisito quell'aspetto fino al XVIII secolo e molte delle case sono più vecchie e sono state rinnovate. Due edifici, Lloyds Bank e King's Arms, si affacciano sulla la strada e ci sono prove di facciate di questo tipo su un certo numero di case, tutte probabilmente del XVI secolo o dell'inizio del secolo successivo.
Da quel periodo in poi si sono costruite diverse altre case con struttura in legno e facciate verticali. Il tipo di casa più comune del XVII secolo che ci è pervenuto ha tre stanze in fila lungo la facciata della strada, una campata finale spesso più alta delle altre due e forse originariamente a due falde. Palm House, che un tempo era una casa singola, è di questo tipo e ha due piani, soffitte e cantine, e i servizi sul retro. Il camino principale è comunemente sul muro posteriore, presumibilmente per fare più spazio disponibile lungo la facciata della strada. I mattoni erano in uso per i camini nel XVII secolo e potrebbero essere stati usati per la muratura in quel periodo nell'edificio chiamato Market House. I muri divisori sono solitamente costituiti da blocchi grezzi in tutti i periodi fino al XIX secolo, quando a volte veniva utilizzato in combinazione con mattoni per le facciate di piccole case. Dopo il 1700 la maggior parte delle case si conforma ai tipi comuni dell'Inghilterra meridionale sia nella pianta che nei materiali, come in uso a Devizes e altre aree vicine. L'estremità orientale del villaggio, che arriva fino al confine con Fiddington, è nota come Townsend almeno dal XVII secolo. La casa precedentemente chiamata Chantry House dal 1972 è nota come Wolseley House. Esternamente sembra risalire al XVIII secolo, ma all'interno ci sono alcune caratteristiche del XVII secolo. Fino agli anni sessanta aveva un'estensione con tetto di paglia a ovest. La casa presumibilmente sorge su un terreno un tempo appartenuto alla cappella della chiesa parrocchiale. Chantry Bridge, all'altra estremità del villaggio di fronte alla chiesa, probabilmente ha la stessa associazione. Sul lato sud di High Street, il Workman's Hall, con la sua facciata classica in mattoni e pietra, fu costruito nel 1865 da Edward Saunders. Palm House fu utilizzata per un periodo nel XIX secolo come manicomio privato, che in seguito fu trasferito a Fiddington House. Ci sono meno case in Church Street e, ad eccezione del vicariato, sono meno consistenti di quelle verso l'estremità orientale di High Street.
Market Lavington ha avuto molte locande. Molte delle fattorie furono costruite nel villaggio o nelle sue vicinanze in modo da essere convenientemente situate più o meno a metà strada tra il pascolo a nord e i campi coltivabili a sud. In Parsonage Lane si trovava la fattoria del maniero di Lavington (o Edington) Rector, in seguito chiamata Old House, e quasi di fronte c'era Parsonage House, probabilmente la fattoria della tenuta della canonica. In White Street Knap Farm mostra i segni di essere stata una grande casa nel XVII secolo ed è stata molto modificata nel XVIII e XIX secolo. L'ex Grove Farm si trova appena sotto la chiesa e si sa che diverse altre case nel villaggio un tempo erano fattorie. Il villaggio ha un certo numero di cottage di proprietà costruiti dai Pleydell-Bouveries negli anni sessanta del XIX secolo, più o meno nello stesso periodo in cui fu costruita la Manor House. Tra questi, un paio di cottage sul sito dell'ex Parsonage House e la casa di polizia e la casa adiacente in High Street, costruite nel 1865. I Pleydell-Bouveries costruirono anche un campo da racchette in Parsonage Lane che dopo la seconda guerra mondiale fu convertito in una casa e chiamato Fives Court. Le prime case popolari furono costruite a Townsend nel 1924. Negli anni cinquanta Market Lavington divenne uno dei villaggi del Wiltshire da selezionare dal consiglio della contea per un ampliamento futuro. Tuttavia il piano per tale sviluppo non fu redatto fino al 1971 e fu in messo in discussione nel 1972.
Easterton sembra essere stata chiamata così solo dalla fine del XIV secolo. Fino ad allora condivideva il nome Lavington con il resto della parrocchia. Rimase una decima di Market Lavington fino al XIX secolo quando, poiché aveva iniziato ad aiutare i propri poveri dalla metà del XVIII secolo, fu considerata una parrocchia civile separata. Nel 1934 Eastcott, precedentemente parte di Urchfont, fu aggiunta, creando una parrocchia di 3.045 acri. È una tipica parrocchia di lunga e stretta. Nel punto più largo arriva a poco più di un miglio, mentre in lunghezza misura più di 5 miglia. La sua geologia e configurazione sono praticamente le stesse di quelle di East Lavington. A nord tocca lo stesso affioramento di Portland Beds. Verso sud si estende sulle cinture successive di Gault e Upper Greensand, e poi risale il Lower e Middle Chalk fino all'Upper Chalk della piana di Salisbury. Lì il terreno è di circa 550 piedi, mentre sul Gault a nord è di soli circa 250 piedi. Con tali somiglianze di suolo e sottosuolo, Easterton ha più o meno lo stesso paesaggio di Market Lavington. La parte settentrionale della parrocchia fu probabilmente recintata nel XVII secolo, così come parte del terreno comune della regione sabbiosa. La parte di sabbia verde della parrocchia fu sfruttata ancora di più per l'orticoltura nel XIX secolo rispetto alla regione corrispondente di Market Lavington. È stata a lungo chiamata the Sands. Come a Market Lavington, l'area a sud del villaggio è nota come the Clays e lì e più in alto sulla scarpata della pianura c'erano i campi arabili recintati alla fine del XVIII secolo. Le fattorie isolate sulle colline oltre chiamate Blackheath, Pond e Easterton Hill Farms sono scomparse da quando il Dipartimento della Guerra ha acquisito la maggior parte della parte meridionale della parrocchia per i poligoni di tiro dell'artiglieria alla fine del XIX secolo e all'inizio del XX secolo.
La cosiddetta Ridge Way passa a un miglio dal villaggio. Due strade la percorrevano dal villaggio e, fino a quando non fu chiusa dall'esercito, continuavano oltre per unirsi ad altri sentieri che attraversavano la pianura. La strada principale da Pewsey a Market Lavington forma la strada del villaggio. Nel XVIII secolo tre corsie conducevano verso nord-ovest su per la ripida cresta di sabbia verde fino a the Sands, da dove altri sentieri davano accesso ai campi e alla remota Forest Farm. L'accesso a quella fattoria attraversa una fitta cintura di alberi. Oltre la fattoria, la linea ferroviaria tra Patney e Westbury fu costruita all'inizio del XX secolo. Nel 1972 le corsie e i binari rimasero, ma solo una strada asfaltata conduceva dal villaggio a the Sands. Lì si univa a King's Road che conduceva alla cima di Spin e Ledge Hills a Market Lavington. La strada del villaggio è delimitata sul lato ovest per parte del suo corso da un ruscello. All'estremità settentrionale della strada si trovano la chiesa, l'ex scuola e la fabbrica di marmellate. All'altra estremità si trova la Manor House con il campo noto come Court Close di fronte. L'Old Cottage sul lato est porta la data 1619. Alcuni altri cottage con tetti di paglia e muri di pietrame e sabbia verde sono probabilmente del XVIII secolo. Due case più grandi, Easterton House, un tempo la canonica, e Kestrels si trovano lontano dal villaggio a nord-ovest. Kestrels fu probabilmente costruita come una casa a forma di L negli anni trenta del XVIII secolo. Nel 1839 apparteneva a Benjamin Hayward che vi abitò fino alla sua morte, avvenuta intorno al 1876. Essendo un amante della falconeria, si pensa che Hayward abbia dato alla casa il suo nome attuale. Ha una facciata a sud di cinque campate contenenti la scala e due stanze principali e una breve ala cucina a nord. La forma a L fu riempita nel XX secolo per formare le attuali facciate ovest e nord-ovest. All'interno si trovano una scala contemporanea e pannelli di quercia e un elegante soffitto in gesso. A metà del XIX secolo il villaggio aveva due locande, la Cow e la Royal Oak. Nel 1972 c'era solo la Oak, un edificio con struttura in legno e tetto di paglia, risalente al XVII secolo. Fino al 1881 la popolazione di Easterton fu inclusa nel censimento con quella di East Lavington.

## Monumenti e luoghi d'interesse
Ci sono numerosi edifici storici e altri siti d'interesse nel territorio di Marston Maisey, il più importante è la sua chiesa.
- Chiesa di Santa Maria (in inglese Church of St Mary). La chiesa parrocchiale anglicana risale al XIII secolo. Il luogo di culto appartiene alla diocesi di Salisbury e dal 19 marzo 1962 è considerata un monumento classificato di primo grado per il suo particolare interesse storico e architettonico.[7][8][9]
- Chiesa di San Barnaba, costruita nel 1875, è una struttura in mattoni e comprende navata, presbiterio e campanile.
- The Old House. Dal 19 marzo 1962 è considerata un monumento classificato di primo grado per il suo particolare interesse storico e architettonico.[10][11]
- Market Lavington Museum.[12]